# Bismarck-Standbild (Ascheffel)

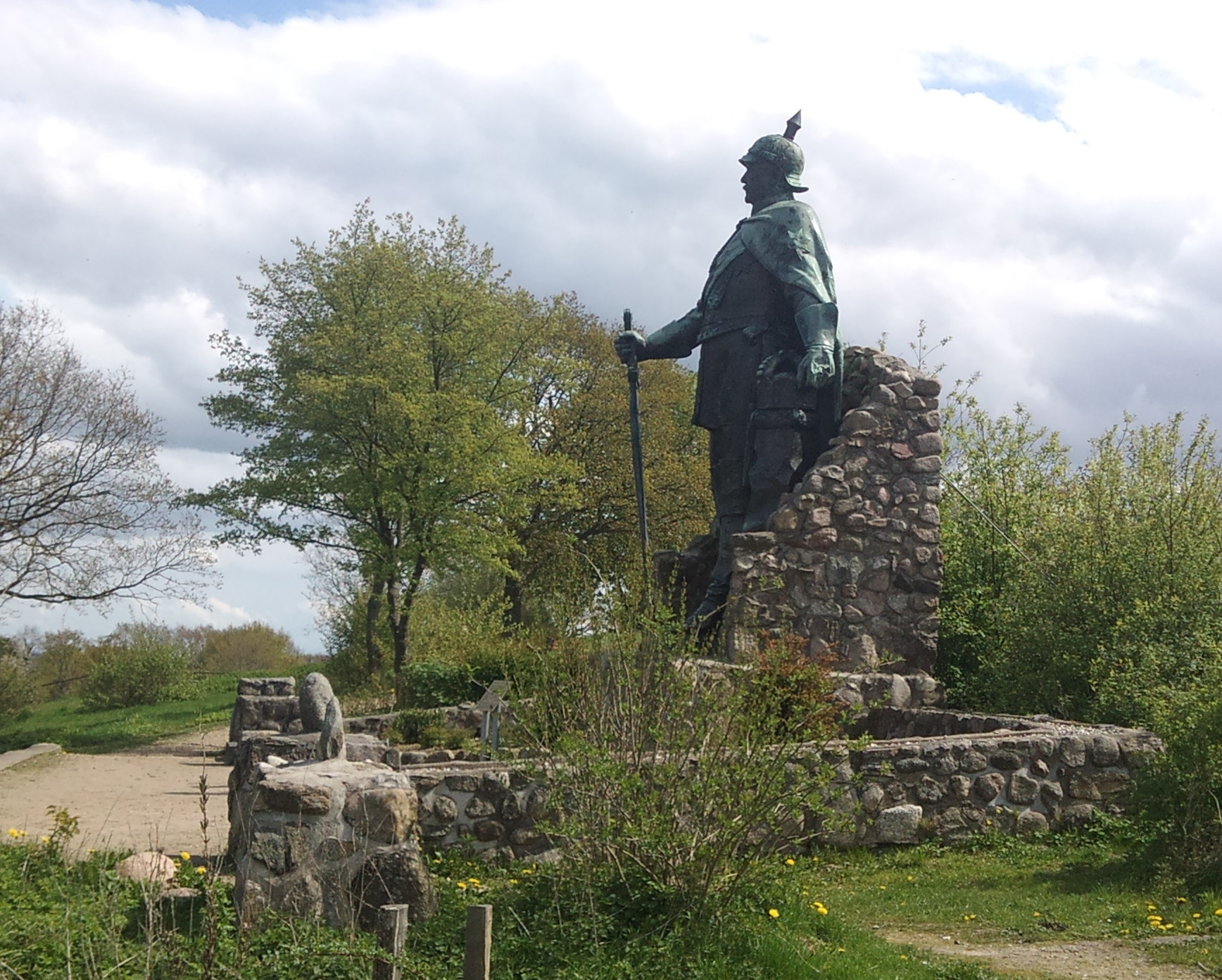
2010

Das Bismarck-Standbild auf dem 98 m hohen Aschberg südlich von Ascheffel stellt Otto von Bismarck (1815–1898) dar.
Das Standbild ist 7 m hoch. Es wurde nach dem Entwurf des Bildhauers Adolf Brütt vom Berliner Metallbildhauer Gustav Lind in Kupfertreibarbeit hergestellt.
Es befand sich ursprünglich in einer Nische des am 4. August 1901 eingeweihten Bismarckturms auf dem Knivsberg bei Apenrade in Nordschleswig, etwa 100 km weiter nördlich. 1919 wurde es auf Veranlassung der Knivsberg-Gesellschaft im Vorfeld der Volksabstimmung in Schleswig eingelagert. Es befand sich über viele Jahre in einer Scheune in Ascheffel.
Auf dem Aschberg wurde das Denkmal auf dem Nordmarkfest (dem Ersatz für das Knivsbergfest) am 6./7. September 1930 eingeweiht.